# Баду, Эззаки
Эззаки́ Баду́ (араб. بادو الزاكي‎; род. 2 апреля 1959, Сиди-Касем), также известный как Заки Баду — марокканский футболист, вратарь; тренер. Выступал за «Сале», «Видада», «Мальорку», ФЮС и сборную Марокко.
Участник чемпионата мира 1986, на котором сборная Марокко стала первой среди африканских команд вышедших в 1/8 финала. Бронзовый призёр кубка африканских наций 1980 года, участник кубков африканских наций 1986, 1988 и 1992 годов.
В качестве игрока Эззаки Баду стал чемпионом Марокко и двукратным обладателем Кубка Марокко в составе «Видада», а также дошёл до финала Кубка Испании в качестве игрока «Мальорки». А в качестве тренера довёл сборную Марокко до финала Кубка африканских наций 2004 года и привёл «Видад» к победе в Кубке Марокко.
В 1986 году Эззаки Баду был признан лучшим футболистом Африки, а спустя год занял 8-е место в списке лучших вратарей мира по версии МФФИИС. В 1989 году Заки получил трофей Саморы как лучший вратарь Сегунды. В 2000 году Эззаки Баду занял 4-е место в списке списке лучших вратарей Африки XX века по версии МФФИИС.

## Биография

### Клубная карьера
Эззаки Баду начал свою футбольную карьеру в клубе «Сале» в 1976 году. Отыграв два сезона, в 1978 году Баду перешёл в «Видад» из Касабланки. После переезда в новый город ему пришлось жить у своего дяди, который жил очень далеко от места, где проходили тренировки, поэтому молодой голкипер добирался до нужного места на мотоцикле. Уже в своём первом сезоне в клубе Эззаки Баду стал обладателем Кубка Марокко, но в чемпионате команда заняла лишь 3-е место. В следующем сезоне «Видад» стал вторым в чемпионате, но в кубке выбыл уже на стадии 1/8 финала, проиграв будущему победителю клубу МАС. В 1981 году Баду вновь стал обладателем Кубка Марокко, и в том же году он занял 9-е место в списке лучших футболистов Африки по версии France Football. В последующие годы клубу никак не удавалось выиграть хоть один трофей. В 1985 году вратарь стал 5-м среди лучших футболистов Африки. И только в 1986 году «Видад» стал чемпионом Марокко.
Летом 1986 года Баду переехал в Испанию и подписал контракт с «Мальоркой». В испанском чемпионате Эззаки Баду дебютировал 31 августа 1986 года в выездном матче с «Осасуной», который завершился нулевой ничьей. В конце года Баду был признан журналом France Football лучшим футболистом Африки. 15 февраля 1987 года Баду отстоял на ноль в матче с мадридским «Реалом», в составе которого тогда выступали Эмилио Бутрагеньо, Уго Санчес и Хорхе Вальдано. Всего в своём первом сезоне в Испании Эззаки Баду принял участие в 29 матчах Примеры и пропустил в них 35 голов, тем самым он помог занять «Мальорке» 6-е место в чемпионате, на тот момент наивысшее место клуба в элитном дивизионе Испании. По итогам 1987 года Эззаки Баду занял 8-е место в списке лучших вратарей мира по версии МФФИИС.
В следующем сезоне Баду принял участие в 32-х матчах чемпионата и пропустил в них всего 31 гол, это тем не менее не помогло клубу, который занял 18-е место и попал в стыковые матчи с «Овьедо» за право выступать в Примере. В первом матче на выезде футболисты «Мальорки» уступили со счётом 1:2, а в домашнем они так и не сумели распечатать ворота гостей и матч завершился нулевой ничьей. Таким образом, представители Балеарских островов выбыли в Сегунду.
Несмотря на предложения от других клубов Примеры, Баду предпочёл остаться в клубе. За весь сезон Баду сыграл в 28-и матчах, в которых пропустил всего 15 мячей. Это позволило «Мальорке» занять 4-е место и вновь попасть в стыковые матчи за право выступать в высшем дивизионе, а самому Эззаки Баду получить трофей Саморы как лучшему голкиперу сезона. В первом стыковом матче с «Эспаньолом» футболисты «Мальорки» проиграли со счётом 0:1, но во втором матче добились победы со счётом 2:0 и спустя год вернулись в Примеру.
Вернувшись в Примеру, Эззаки Баду выдал серию из 4-х матчей на ноль. Причём в матче 4-го тура чемпионата он не пропустил голов в матче с «Реалом», а спустя неделю в матче 5-го тура он вновь отстоял на ноль в игре с «Барселоной». В матче 24-го тура Баду стал первым вратарём, который отразил пенальти в исполнении защитника «Барселоны» Рональда Кумана. В том сезоне Эззаки Баду принял участие в 35 матчах и пропустил только 32 гола. Несмотря на то, что команда пропустила меньше всех голов в чемпионате, она заняла лишь 10-е место.
В следующем сезоне Баду продолжил выступать на высоком уровне и в 32-х матчах Примеры пропустил только 34 гола, тем не менее «Мальорка» заняла только 15-е место, на одно очко опередив клубы, которые попали в стыковые матчи. Несмотря на низкое место в чемпионате, успех сопутствовал клубу в Кубке Испании, где «Мальорка» впервые в своей истории дошла до финала, обыграв по пути такие клубы, как «Валенсия» и хихонский «Спортинг». Однако в финальном матче с мадридским «Атлетико» клуб с Балеарских островов уступил со счётом 0:1, причём единственный гол был пропущен в дополнительное время на 111-й минуте.
Сезон 1991/92 Баду вновь начал в качестве основного голкипера, но после матча 5-го тура с «Тенерифе» у него произошёл конфликт с главным тренером команды Лоренсо Серра Феррером. После этого Баду больше не выходил на поле в том сезоне, а по его окончании покинул клуб и вернулся на родину.
Вернувшись в Марокко, Эззаки Баду подписал контракт с клубом ФЮС из Рабата. Отыграв в клубе ещё один сезон, он принял завершить карьеру игрока в возрасте 34-х лет.
В июле 2007 года Эззаки Баду в составе сборной Африки принимал участие в матче со сборной остального мира, посвящённом Нельсону Манделе.

### Карьера в сборной
В состав сборной Марокко Эззаки Баду стал привлекаться с 1979 года. Уже в следующем году Баду был включён в состав сборной, которая завоевала бронзовые медали на Кубке африканских наций в Нигерии.
Два следующих кубка африканских наций прошли без Марокко, но в 1984 году вратарь поехал в Лос-Анджелес на летние Олимпийские игры. На турнире он был основным голкипером сборной, но марокканцы не смогли выйти из группы, заняв только 3-е место.
В марте 1986 года Баду отправился на свой второй Кубок африканских наций, который сборная Марокко завершила на 4-м месте. А уже летом Эззаки Баду в качестве капитана сборной отправился на второй для страны чемпионат мира в Мексике. В первом матче группового этапа марокканцы сыграли вничью 0:0 со сборной Польши. Второй матч с англичанами завершился с таким же счётом. В последнем матче марокканцы переиграли сборную Португалии со счётом 3:1 и стали первой африканской сборной вышедшей в 1/8 финала чемпионата мира. В четвертьфинале Марокко предстояло встретиться с ФРГ. Весь матч «Атласские Львы» сдерживали атаки немцев, но в итоге на 88-й минуте Лотар Маттеус забил единственный гол в матче и отправил марокканцев домой.
Спустя два года Эззаки Баду принял участие в третьем для себя Кубке африканских наций, который проходил в Марокко. Пропустив первый матч со сборной Заира, голкипер принял участие в оставшихся матчах группового этапа и полуфинальном матче со сборной Камеруна, который был проигран со счётом 0:1. В матче за 3-е место Баду на поле не появился и марокканцы уступили алжирцам в серии послематчевых пенальти, став, как и два года назад, лишь четвёртыми.
Следующий Кубок африканских наций прошёл без участия сборной Марокко. В 1992 году Баду в последний раз отправился на розыгрыш кубка. Он появился на поле в первом матче с камерунцами, но получил травму и был заменён уже на 42-й минуте матча, этот матч оказался для Баду последним в составе национальной сборной. В итоге марокканцы сыграли следующий матч вничью и не смогли выйти из группы.

### Тренерская карьера
Сразу после окончания игровой карьеры Эззаки Баду начал тренерскую. Первым клубом, которым он руководил, стал ФЮС, в котором он закончил свою карьеру игрока. Клубом Баду руководил только в течение сезона 1993/94, после чего покинул пост. Вслед за этим он без особого успеха работал главным тренером «Видада», «Сале» и «Мохаммедия». В 1998 году Баду вновь стал главным тренером «Видада». С этим клубом он стал обладателем Кубка Марокко и серебряным призёром чемпионата Марокко. После «Видада» Баду работал главным тренером «Кавкаба» и клуба МАС.
В середине 2002 года Эззаки Баду был назначен главным тренером сборной Марокко, сменив на этом посту Умберту Коэлью. Контракт был подписан до конца апреля 2004 года. Его дебют в новом качестве состоялся в товарищеской игре со сборной Люксембурга, которую марокканцы выиграли со счётом 2:0. В скором времени начался отборочный турнир к Кубку африканских наций, марокканцы блестяще прошли отбор победив в 5-и матчах и лишь однажды сыграв вничью с общей разнице забитых и пропущенных мячей 10:0. Несмотря на это, в начале 2003 года ходили слухи о том, что Баду может сменить Филипп Труссье, но в середине года королевская марокканская футбольная федерация опровергла эти слухи.
На турнире марокканцы попали в группу D вместе со сборными Нигерии, ЮАР и Бенина. Набрав в 3-х матчах 7 очков, они вышли в четвертьфинал, в котором в дополнительное время была обыграна сборная Алжира со счётом 3:1. В полуфинале марокканцы с лёгкостью переиграли Мали со счётом 4:0. Однако в финальном матче удача отвернулась от Марокко и они проиграли финал сборной Туниса со счётом 1:2. Тем не менее газета The Guardian назвала Баду лучшим тренером турнира.
Летом 2004 года стартовал отборочный турнир к следующему чемпионату мира. По ходу отбора у Баду случился конфликт с капитаном сборной Нуреддином Найбетом, после которого защитник принял решение завершить свою карьеру в сборной. Марокканцы до последнего боролись за попадание на мундиаль, но в последнем матче они вновь не смогли обыграть сборную Туниса и остались лишь на 2-м месте, дающем место только на следующем Кубке африканских наций.
После того как сборная Марокко не смогла пройти в финальную стадию чемпионата мира, Эззаки Баду сначала планировал остаться у руля национальной сборной до розыгрыша Кубка Африки, но затем, 17 октября он подал в отставку.
В марте 2006 года Баду был одним из кандидатов на пост главного тренера сборной Ливии, но в итоге вакантное место занял египтянин Мохсен Салех.
Вскоре Баду стал тренером «Кавкаба», но, отработав один сезон, покинул свой пост. В 2008 году Баду вновь являлся кандидатом на пост главного тренера национальной сборной, но в итоге он в третий раз стал руководить «Видадом», подписав годичный контракт с возможностью продления. В одном из матчей чемпионата Марокко с клубом ФАР Баду, недовольный судейскими решениями, выбежал на поле и вступил в спор с главным судьёй матча, вскоре к Баду подключились его игроки, а фанаты клуба начали ломать сиденья на стадионе. За этот инцидент Эззаки Баду был оштрафован королевской марокканской футбольной федерацией на 60 тысяч дирхамов (примерно 7 тысяч долларов), при этом, если Баду сделает что-то подобное ещё раз, он будет дисквалифицирован до конца сезона. В том же сезоне Эззаки Баду довёл клуб до финала Арабской лиги чемпионов, который был проигран тунисскому клуб «Эсперансу» по сумме двух матчей. Летом 2009 года у него закончился контракт с клубом, и ходили слухи о том, что он может возглавить тунисский «Этуаль дю Сахель», но вскоре Баду всё-таки продлил контракт с клубом ещё на год. В начале 2010 года он вновь рассматривался как кандидат на пост тренера национальной сборной. 23 апреля 2010 года Баду покинул пост главного тренера «Видада», после того как со счётом 0:1 был проиграно дерби Касабланки с клубом «Раджа».
В октябре того же года Баду возглавил свой бывший клуб «Кавкаб». Но уже в марте 2011 года он ушёл в отставку. А вскоре Эззаки Баду опроверг слухи о том, что он может стать главным тренером сборной Йемена. Спустя несколько месяцев клуб «Раджа», принципиальный соперник «Видада», рассматривал кандидатуру Баду. Но руководство «Раджи» побоялось реакции фанатов и решило нанять другого тренера. В октябре после увольнения Микаэля Лаудрупа Баду входил в список кандидатов на пост главного тренера его бывшего клуба «Мальорка».
После провала национальной сборной на Кубке африканских наций 2012 года Баду раскритиковал Эрика Геретса и заявил, что готов вновь стать главным тренером сборной. 2 мая 2014 года вновь возглавил сборную Марокко.

## Достижения

### Командные
«Видад»
- Чемпион Марокко: 1985/86
- Серебряный призёр чемпионата Марокко (2): 1979/80, 1981/82
- Бронзовый призёр чемпионата Марокко (2): 1978/79, 1982/83
- Обладатель кубка Марокко (2): 1979, 1981
- Итого: 3 трофея

«Мальорка»
- Финалист Кубка Испании: 1991

### Тренерские
Сборная Марокко
- Серебряный призёр Кубка африканских наций: 2004

«Видад»
- Чемпион Марокко: 2009/10
- Серебряный призёр чемпионата Марокко: 1999/2000
- Обладатель Кубка Марокко: 1998
- Финалист Арабской лиги чемпионов: 2009

### Личные
- Футболист года в Африке: 1986
- Лучший вратарь второго дивизиона чемпионата Испании: 1989
- 4-е место в списке лучших вратарей Африки XX века по версии МФФИИС
- 8-е место в списке лучших вратарей мира по версии МФФИИС: 1987

## Личная жизнь
Эззаки Баду является большим поклонником конного спорта. В мае 2011 года он был госпитализирован, после того как получил тяжёлую травму, упав с лошади.

## Клубная статистика
| Дивизион | Сезон   | Чемпионат Испании | Чемпионат Испании | Матчи плей-офф | Матчи плей-офф | Кубок Испании | Кубок Испании | Итого | Итого |
| Дивизион | Сезон   | Игры              | Голы              | Игры           | Голы           | Игры          | Голы          | Игры  | Голы  |
| -------- | ------- | ----------------- | ----------------- | -------------- | -------------- | ------------- | ------------- | ----- | ----- |
| Примера  | 1986/87 | 29                | -35               | 0              | 0              | ?             | -?            | 29+   | -35+  |
| Примера  | 1987/88 | 32                | -31               | 2              | -2             | ?             | -?            | 34+   | -33+  |
| Сегунда  | 1988/89 | 28                | -15               | 2              | -1             | ?             | -?            | 30+   | -16+  |
| Примера  | 1989/90 | 35                | -32               | 0              | 0              | ?             | -?            | 35+   | -32+  |
| Примера  | 1990/91 | 32                | -34               | 0              | 0              | 3+            | -3+           | 35+   | -37+  |
| Примера  | 1991/92 | 5                 | -4                | 0              | 0              | ?             | -?            | 5+    | -4+   |
| Итого    | Итого   | 161               | -151              | 4              | -3             | 3+            | -3+           | 168   | -157  |

## Тренерская статистика
| №  | Дата             | Место проведения | Соперник              | Счёт | Турнир                          |
| 1  | 21 августа 2002  | Люксембург       | Люксембург            | 2:0  | Товарищеский матч               |
| 2  | 7 сентября 2002  | Либревиль        | Габон                 | 1:0  | Отборочный матч к КАН 2004      |
| 3  | 3 октября 2002   | Рабат            | Нигер                 | 6:1  | Товарищеский матч               |
| 4  | 12 октября 2002  | Рабат            | Экваториальная Гвинея | 5:0  | Отборочный матч к КАН 2004      |
| 5  | 20 ноября 2002   | Рабат            | Мали                  | 1:3  | Товарищеский матч               |
| 6  | 12 февраля 2003  | Париж            | Сенегал               | 1:0  | Товарищеский матч               |
| 7  | 29 марта 2003    | Фритаун          | Сьерра-Леоне          | 0:0  | Отборочный матч к КАН 2004      |
| 8  | 30 апреля 2003   | Рабат            | Кот-д’Ивуар           | 0:1  | Товарищеский матч               |
| 9  | 8 июня 2003      | Касабланка       | Сьерра-Леоне          | 1:0  | Отборочный матч к КАН 2004      |
| 10 | 20 июня 2003     | Рабат            | Габон                 | 2:0  | Отборочный матч к КАН 2004      |
| 11 | 6 июля 2003      | Малабо           | Экваториальная Гвинея | 1:0  | Отборочный матч к КАН 2004      |
| 12 | 10 сентября 2003 | Марракеш         | Тринидад и Тобаго     | 2:0  | Товарищеский матч               |
| 13 | 11 октября 2003  | Тунис            | Тунис                 | 0:0  | Товарищеский матч               |
| 14 | 15 ноября 2003   | Мекнес           | Буркина-Фасо          | 1:0  | Товарищеский матч               |
| 15 | 19 ноября 2003   | Касабланка       | Мали                  | 0:1  | Товарищеский матч               |
| 16 | 27 января 2004   | Монастир         | Нигерия               | 1:0  | Кубок африканских наций 2004    |
| 17 | 31 января 2004   | Сфакс            | Бенин                 | 4:0  | Кубок африканских наций 2004    |
| 18 | 4 февраля 2004   | Сус              | ЮАР                   | 1:1  | Кубок африканских наций 2004    |
| 19 | 8 февраля 2004   | Сфакс            | Алжир                 | 3:1  | Кубок африканских наций 2004    |
| 20 | 11 февраля 2004  | Сус              | Мали                  | 4:0  | Кубок африканских наций 2004    |
| 21 | 14 февраля 2004  | Радес            | Тунис                 | 1:2  | Кубок африканских наций 2004    |
| 22 | 18 февраля 2004  | Рабат            | Швейцария             | 2:1  | Товарищеский матч               |
| 23 | 31 марта 2004    | Рабат            | Ангола                | 3:1  | Товарищеский матч               |
| 24 | 28 апреля 2004   | Касабланка       | Аргентина             | 0:1  | Товарищеский матч               |
| 25 | 28 мая 2004      | Бамако           | Мали                  | 0:0  | Товарищеский матч               |
| 26 | 5 июня 2004      | Блантайр         | Малави                | 1:1  | Отборочный матч к КАН и ЧМ 2006 |
| 27 | 3 июля 2004      | Габороне         | Ботсвана              | 1:0  | Отборочный матч к КАН и ЧМ 2006 |
| 28 | 4 сентября 2004  | Рабат            | Тунис                 | 1:1  | Отборочный матч к КАН и ЧМ 2006 |
| 29 | 10 октября 2004  | Конакри          | Гвинея                | 1:1  | Отборочный матч к КАН и ЧМ 2006 |
| 30 | 17 ноября 2004   | Рабат            | Буркина-Фасо          | 4:0  | Товарищеский матч               |
| 31 | 9 февраля 2005   | Рабат            | Кения                 | 5:1  | Отборочный матч к КАН и ЧМ 2006 |
| 32 | 26 марта 2005    | Рабат            | Гвинея                | 1:0  | Отборочный матч к КАН и ЧМ 2006 |
| 33 | 4 июня 2005      | Рабат            | Малави                | 4:1  | Отборочный матч к КАН и ЧМ 2006 |
| 34 | 18 июня 2005     | Найроби          | Кения                 | 0:0  | Отборочный матч к КАН и ЧМ 2006 |
| 35 | 17 августа 2005  | Руан             | Того                  | 0:1  | Товарищеский матч               |
| 36 | 3 сентября 2005  | Рабат            | Ботсвана              | 1:0  | Отборочный матч к КАН и ЧМ 2006 |
| 37 | 8 октября 2005   | Радес            | Тунис                 | 2:2  | Отборочный матч к КАН и ЧМ 2006 |

Итого: 37 матчей; 22 победы, 9 ничьих, 6 поражений.